# Two and a Half Men (8.ª temporada)
A oitava temporada de Two and a Half Men, teve início em 20 de setembro de 2010 no canal CBS. A temporada terminou dia 16 de fevereiro de 2011 com somente dezesseis episódios, tornando esta a mais curta da série. No Brasil, a oitava temporada estreou no dia 23 de janeiro de 2012 no SBT.

## Elenco
Elenco principal
| Intérprte      | Personagem     | Episódios |
| -------------- | -------------- | --------- |
| Charlie Sheen  | Charlie Harper | 16        |
| Jon Cryer      | Alan Harper    | 16        |
| Angus T. Jones | Jake Harper    | 15        |

Elenco recorrente
| Intérprte             | Personagem       | Episódios |
| --------------------- | ---------------- | --------- |
| Conchata Ferrell      | Berta            | 9         |
| Holland Taylor        | Evelyn Harper    | 6         |
| Courtney Thorne-Smith | Lindsey McElroy  | 8         |
| Marin Hinkle          | Judith Melnick   | 6         |
| Ryan Stiles           | Herb Melnick     | 6         |
| Melanie Lynskey       | Rose             | 4         |
| Graham Patrick Martin | Eldridge McElroy | 7         |
| Kelly Stables         | Melissa          | 2         |
| Judd Nelson           | Chris McElroy    | 2         |

## Prêmios e indicações
| Ano  | Resultado | Categoria                                       | Prêmio      | Artista   |
| ---- | --------- | ----------------------------------------------- | ----------- | --------- |
| 2011 | Indicado  | Melhor ator coadjuvante em uma série de comédia | Emmy Awards | Jon Cryer |

## Episódios
| # | Título                                                              | Diretor       | Roteiro                                                                                    | Data de Exibição        | Código de Produção |
| --- | ------------------------------------------------------------------- | ------------- | ------------------------------------------------------------------------------------------ | ----------------------- | ------------------ |
| 162 | "Three Girls and a Guy Named Bud"                                   | James Widdoes | Chuck Lorre e Lee Aronsohn                                                                 | 20 de setembro de 2010  | 801                |
| Charlie, bêbado, tenta enviar sua calça a um inspetor de tecido e decide trocar o uísque e a vodka pela cerveja e pelo vinho. Jake é apanhado furtivamente com duas meninas que dormiram em seu quarto. Alan começa uma relação mais séria com Lyndsey, porém quando Jake descobre que ele está namorando a mãe de Eldridge, ele decide definitivamente ficar na casa de Judith e Herb. Citação do título: Charlie, explicando orgias para Alan após os dois flagrarem duas garotas saindo de fininho do quarto de Jake. |                                                                     |               |                                                                                            |                         |                    |
| 163 | "A Bottle of Wine and a Jackhammer"                                 | James Widdoes | Chuck Lorre, Lee Aronsohn e Susan Beavers                                                  | 27 de setembro de 2010  | 802                |
| Lyndsay convida Alan e Jake para morar em sua casa. Alan diz que só quer namoro. Charlie faz de tudo para ele dizer "sim" e sair de sua casa na praia. Jake e Eldridge decidem que não irão morar na mesma casa e Charlie os suborna. Alan descobre que Judith está nervosa quanto ao fato de poder ser vizinha do ex e decide que irá morar na casa de Lyndsay. Alan encontra Melissa e voltam para casa de Charlie para uma relação sexual. Citação do título: Charlie, ensinando para Alan um jeito de estimular Lindsay sexualmente. |                                                                     |               |                                                                                            |                         |                    |
| 164 | "A Pudding-Filled Cactus"                                           | James Widdoes | Chuck Lorre, Lee Aronsohn e David Richardson                                               | 4 de outubro de 2010    | 803                |
| Alan acha difícil deixar Melissa e continua a encontrando. Charlie, com raiva de seu irmão, pede ajuda à Evelyn que fala para Alan terminar a relação com Melissa. Então, ele envia uma mensagem dizendo que a relação entre os dois acabou. Após seu retorno para a casa da Lyndsay, Alan bota fogo na casa, sem querer. Citação do título: Alan, mentindo para Lindsay e descrevendo como Charlie é durão por fora mas um doce por dentro. |                                                                     |               |                                                                                            |                         |                    |
| 165 | "Hookers, Hookers, Hookers" "Prostitutas, prostitutas, prostitutas" | James Widdoes | Don Foster, Eddie Gorodetsky e Susan Beavers                                               | 11 de outubro de 2010   | 804                |
| Jake, Alan, Eldridge, Lyndsay vão para a casa de Charlie, após o incêndio na casa deles. Chris, ex-marido de Lyndsay e pai de Eldridge, visita a casa para relembrar o passado e encontra Charlie, Herb, Alan e Gordon. Após uma longa conversa e bebedeira, Alan fica sozinho na chuva, pois Chris voltou para Lyndsay, Charlie contratou uma prostituta muda, Judith chama Herb e Gordon volta para seu serviço. Citação do título: Charlie, procurando em seu telefone o número de uma prostituta silenciosa. |                                                                     |               |                                                                                            |                         |                    |
| 166 | "The Immortal Mr. Billy Joel"                                       | James Widdoes | Chuck Lorre, Lee Aronsohn e Don Foster                                                     | 18 de outubro de 2010   | 805                |
| Charlie viaja para Las Vegas e submete a uma cirurgia doméstica. Alan faz um cheque para excursão escolar de Jake e percebe que está completamente falido. Deprimido, ele finge ser Charlie e conhece Gretchen, uma mulher que tem fetiche e excitação por Hitler. Nota: Por este episódio Jon Cryer foi nomeado para o Primetime Emmy Awards de Melhor Ator Coadjuvante numa série de comédia, mas perdeu para Ty Burrell de Modern Family. Citação do título: Alan, nomeando o nome do artista da música que ele está prestes a tocar no piano. |                                                                     |               |                                                                                            |                         |                    |
| 167 | "Twanging Your Magic Clanger"                                       | James Widdoes | Lee Aronsohn e Don Foster                                                                  | 25 de outubro de 2010   | 806                |
| Charlie conhece Michelle, uma dermatologista, porém tem dificuldades em se relacionar com ela, por ser quatro anos mais velha. A situação piora quando ele conhece a filha bissexual dela, mas para o alívio de Charlie, ele descobre, mais tarde, que ela odeia homens mais velhos. Enquanto isso, Alan encontra uma pílula de prazer sexual que havia comprado a um tempo e estava próximo a validade. Para não deixar o produto se perder, Alan toma vários diariamente e começa a ter masturbações constantes. - Ausente: Angus T. Jones como Jake Harper. Este é o primeiro episódio da série em que este protagonista ficou ausente. Citação do título: Charlie, falando sobre Alan se masturbando no sofá.                            |                                                                     |               |                                                                                            |                         |                    |
| 168 | "The Crazy Bitch Gazette"                                           | James Widdoes | Chuck Lorre e Lee Aronsohn                                                                 | 1 de novembro de 2010   | 807                |
| Charlie continua a relação com Michelle que aceita Berta, Alan e Evelyn, porém ela conhece Rose e decide terminar o namoro. Rose, com o intuito de deixar Charlie com ciúmes, diz que irá se casar com o modelo e estilista Manfred Quinn (Manny Quinn) que na verdade, não se passa de um manequim. Citação do título: Charlie, falando o nome do jornal fictício onde o anúncio do casamento de Rose apareceria. |                                                                     |               |                                                                                            |                         |                    |
| 169 | "Springtime on a Stick"                                             | James Widdoes | Eddie Gorodetsky e Jim Patterson                                                           | 8 de novembro de 2010   | 808                |
| Jake está saindo com Katy, porém Charlie, bêbado, fracassa tudo e Jake promete vingança. Alan e Jake visita Evelyn que está fazendo aniversário, porém solitária. Jake, para vingar, convida Evelyn para passar uns dias na casa da praia. Charlie e Alan, tentando animar a mãe, planejam um encontro entre ela e Russell, um farmacêutico que aparece na festa com uma mulher de 30 anos, que após se conhecerem, apaixona por Evelyn. Citação do título: Russell, descrevendo um picolé recheado com drogas. |                                                                     |               |                                                                                            |                         |                    |
| 170 | "A Good Time in Central Africa"                                     | James Widdoes | Don Reo                                                                                    | 15 de novembro de 2010  | 809                |
| Quando Berta decide tirar alguns dias de folga, Charlie pensa em desistir da ideia de contratar outra arrumadeira, porém ao conhecer uma castelhana chamada Esmeralda, fica feliz com seu ótimo trabalho que está fazendo para ele, dando todos os serviços e cuidando de sua saúde. Enquanto isso, Alan acredita que está sendo perseguido pelo ex-marido de Lyndsay, Chris, pois descobre que novamente eles voltaram. Citação do título: Charlie, explicando porque é útil saber dizer "eu te amo" em várias línguas. |                                                                     |               |                                                                                            |                         |                    |
| 171 | "Ow, Ow, Don't Stop"                                                | James Widdoes | Chuck Lorre e Lee Aronsohn                                                                 | 22 de novembro de 2010  | 810                |
| Quando Courtney (vista pela última vez no episódio "Fish in a Drawer") sai da prisão e retorna a vida de Charlie, os dois voltam a ficar juntos. Só que a intenção de Courtney é somente levá-lo para cama e percebendo que ela está tirando vantagem, Charlie decide terminar por aí. Mais tarde, depois de conversar com Alan na varanda, Charlie decide procurá-la e voltar com ela de uma maneira tão desesperadora que Charlie acaba se machucando quebrando a porta de vidro da casa de Courtney. No fim, Courtney visita Charlie no hospital, e este declara - com dor - que ainda gosta dela. Citação do título: Charlie, coberto de ferimentos após atravessar a porta de vidro de sua sacada, recebendo vários beijos de Courtney. |                                                                     |               |                                                                                            |                         |                    |
| 172 | "Dead from the Waist Down"                                          | James Widdoes | Susan Beavers, David Richardson e Don Reo                                                  | 6 de dezembro de 2010   | 811                |
| Alan se sente envergonhado em não poder comprar um presente decente para Lyndsay, por isso ele tem a ideia de usar suas práticas na quiropraxia em frente a um shopping. Citação do título: Alan, pensando que Lindsay quer fazer sexo com ele, após os seus esforços para ganhar dinheiro o deixarem exausto. |                                                                     |               |                                                                                            |                         |                    |
| 173 | "Chocolate Diddlers or My Puppy's Dead"                             | James Widdoes | Chuck Lorre                                                                                | 13 de dezembro de 2010  | 812                |
| Charlie está triste com o fim do relacionamento com Courtney, então ele vai a sua psicóloga, Dra. Linda Freeman (Jane Lynch). Citação do título: Charlie e Alan, descrevendo o tom sombrio que Charlie deu para o seu jingle de um comercial de chocolate. |                                                                     |               |                                                                                            |                         |                    |
| 174 | "Skunk, Dog Crap and Ketchup"                                       | James Widdoes | História: Alissa Neubauer Adaptação: Chuck Lorre, Lee Aronsohn, Don Reo e David Richardson | 3 de janeiro de 2011    | 813                |
| Alan começa a ter disparates durante o sono e Lyndsay começa a conversar constantemente com Charlie. Eles discutem sobre apostas e esportes, porém Alan acredita que Charlie está querendo outro tipo de relação com Lyndsay e decide vigiá-la, ao tentar fazer isso, é atacado por gambás e se cobre com suco de tomate (opção dada por Herb para tirar o odor). Enquanto isso, Charlie está apenas saindo com duas lésbicas. Citação do título: Alan, respondendo a pergunta "Que cheiro é esse?" feita por Lindsay. |                                                                     |               |                                                                                            |                         |                    |
| 175 | "Lookin' for Japanese Subs"                                         | James Widdoes | Chuck Lorre, Eddie Gorodetsky, Lee Aronsohn, Susan Beavers, Jim Patterson.                 | 17 de janeiro de 2011   | 814                |
| A obsessão de Charlie pelo "recém marido" de Rose o leva a perseguí-la. Enquanto isso, Alan fica preocupado quando Jake e Eldridge resolvem filmar sua própria versão do filme Jackass. Citação do título: Alan, vendo Charlie usando binóculos na sacada para espionar Rose. |                                                                     |               |                                                                                            |                         |                    |
| 176 | "Three Hookers and a Philly Cheesesteak"                            | James Widdoes | Eddie Gorodetsky e Jim Patterson.                                                          | 7 de fevereiro de 2011  | 815                |
| Enquanto Charlie e Rose continuam seu "caso", o negócio de quiropraxia de Alan se torna um Esquema Ponzi. Citação do título: Charlie, falando para Alan o que ele consegue comprar com $5,000. |                                                                     |               |                                                                                            |                         |                    |
| 177 | "That Darn Priest"                                                  | James Widdoes | História: Chuck Lorre e Lee Aronsohn Adaptação: Susan Beavers, David Richardson e Don Reo  | 14 de fevereiro de 2011 | 816                |
| Após Rose querer investir no Esquema Ponzi de Alan, descobre tudo e ele conhece Manny Quinn, o marido dela. Alan a chantageia dizendo que não irá trair a confiança de Charlie. Berta precisa do dinheiro do Esquema Ponzi de volta e Alan aceita uma proposta de Rose que oferece US$50.000,00 pelo silêncio. Alan paga Berta, Judith, Charlie e sua mãe, voltando a falência. Enquanto isso, Charlie, ainda enganado, viaja para Paris com sua amada. Última aparição de: Charlie Harper Citação do título: O lado maligno de Alan, com quem Alan estava discutindo no espelho. |                                                                     |               |                                                                                            |                         |                    |

## Nota
Em janeiro de 2011, foi divulgado que Charlie Sheen teria ido a uma festa em Las Vegas e, no dia seguinte, perdido as gravações de Two and a Half Men. Ainda em Janeiro, Sheen é levado a um hospital após sentir fortes dores abdominais durante uma festa, sendo que ele admitiria mais tarde que a festa estava regada a cocaína. Após deixar o hospital, Sheen deu entrada em uma clínica de reabilitação e com isso, as gravações da série foram suspensas, devendo retornar apenas no final de Fevereiro. No dia 24 de fevereiro de 2011, a CBS decidiu não retomar as gravações da oitava temporada, após Sheen, em um programa de entrevistas, insultar o criador da série, Chuck Lorre. No dia 7 de março de 2011, a Warner Bros. anunciou oficialmente a demissão do ator Charlie Sheen. No dia 13 de maio de 2011, a Warner oficialmente contrata o ator Ashton Kutcher para substituir Sheen, não para ser Charlie Harper, mas sim um outro personagem que vai fazer parte do elenco principal.